# Michel Hollard
Michel Hollard, född 1898, död 1993, var en fransk ingenjör som engagerade sig starkt i den Franska motståndsrörelsen under Andra världskriget. Med spionorganisationen Résau Agir lyckades han infiltrera tyskarnas VI-anläggningar i västra Frankrike, varifrån det var tänkt att London skulle överösas med fem tusen robotbomber per månad. Efter kriget blev han tilldelad tapperhetsutmärkelsen Distinguished Service Order av England.